# Flucht aus der Sowjetischen Besatzungszone und der DDR

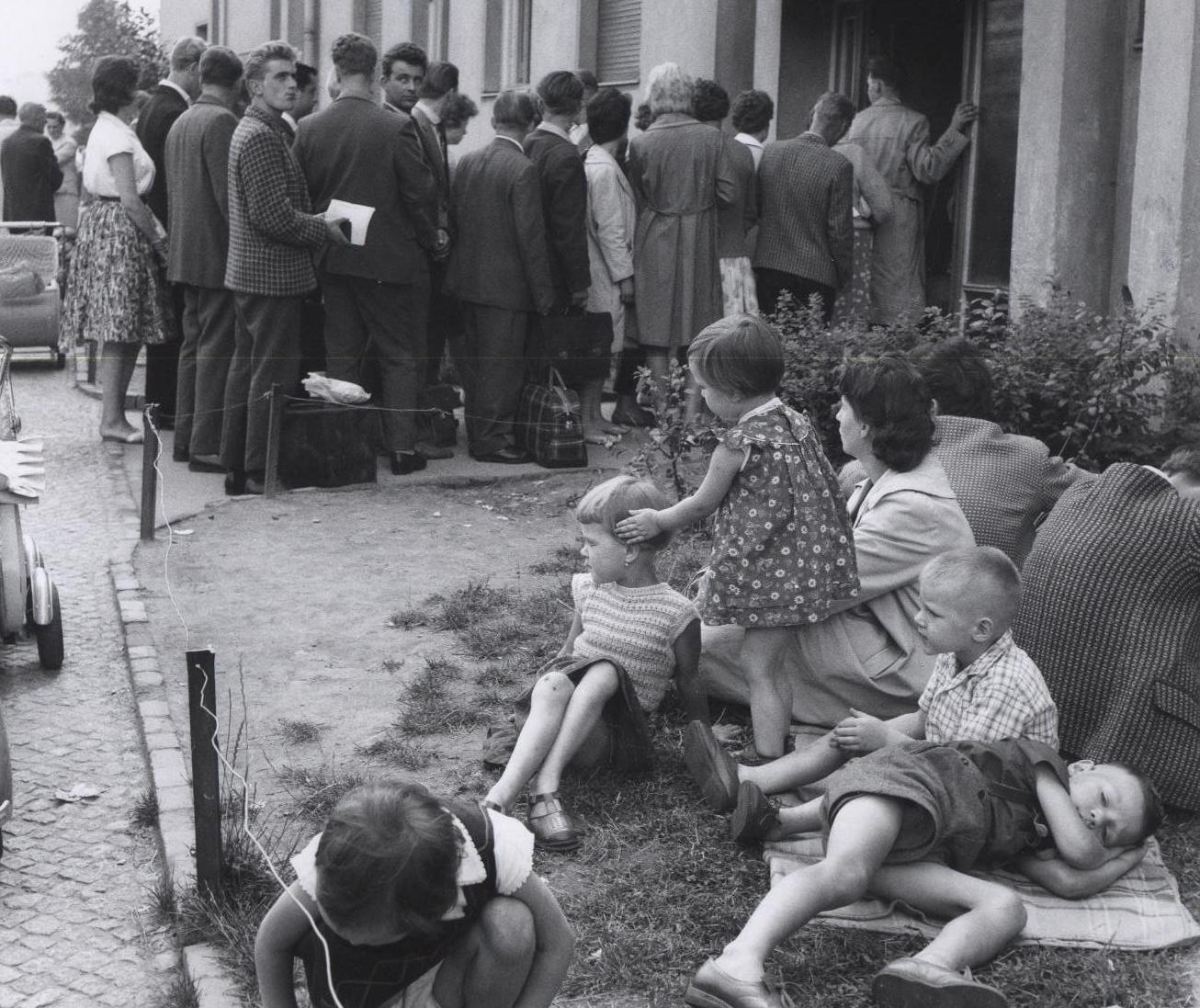
Flüchtlingsandrang vor dem Notaufnahmelager Marienfelde in Berlin, Juli 1961

Flucht aus der Sowjetischen Besatzungszone und der DDR – im Sprachgebrauch der DDR „Republikflucht“ – war das Verlassen der DDR oder ihres Vorläufers, der Sowjetischen Besatzungszone (SBZ), oder Ost-Berlins ohne Genehmigung der Behörden. Von der Gründung der DDR am 7. Oktober 1949 bis in den Juni 1990 verließen über 3,8 Millionen Menschen den Staat, davon viele, gemäß der damaligen DDR-Rechtslage illegal, und unter großer Gefahr. Eingeschlossen sind in diese Zahlen aber auch 480.000 seit 1962 legal ausgereiste DDR-Bewohner. Etwa 400.000 kehrten im Laufe der Zeit wieder in die DDR zurück.

## Hintergründe

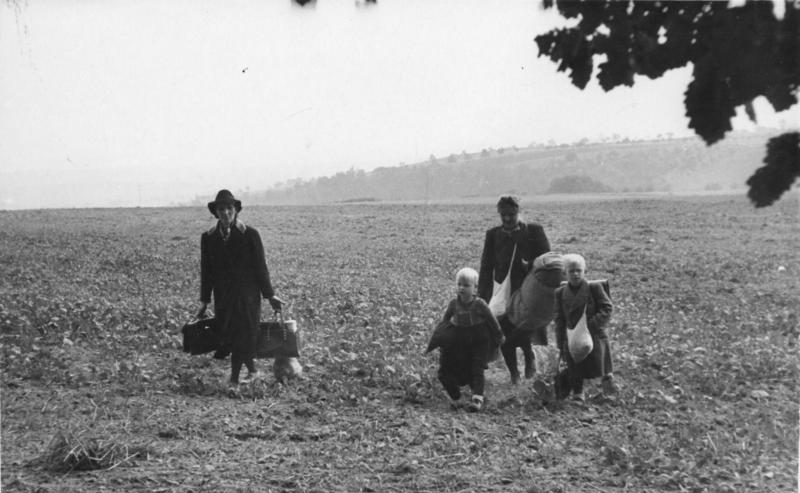
Flucht über die grüne Grenze bei Marienborn, Oktober 1949

Fluchtbewegung 1977–1986

Bereits ab 1945 – vor Gründung der DDR (1949) – verließen Tausende das Gebiet der Sowjetischen Besatzungszone (SBZ) in Richtung West-Berlin oder Westdeutschland. Nachdem die zunehmende Flucht von der Regierung der DDR als Problem erkannt wurde, erging die Verordnung über die Rückgabe Deutscher Personalausweise bei Übersiedlung nach Westdeutschland oder Westberlin vom 25. Januar 1951. Dort hieß es in § 1:

„Wer nach Westdeutschland oder nach Westberlin […] übersiedelt, hat sich bei […] der Volkspolizei abzumelden und seinen Personalausweis […] zurückzugeben.“

Der § 2 bestimmte:

„Wer […] Personalausweise nicht zurückgibt, wird mit Gefängnis bis zu drei Monaten […] bestraft.“

Sowohl der Straftatbestand als auch der Strafrahmen wurden durch das Paß-Gesetz der Deutschen Demokratischen Republik vom 15. September 1954 erhöht. Es bestimmte in § 8 Abs. 1:

„Wer ohne Genehmigung das Gebiet der Deutschen Demokratischen Republik nach dem Ausland verläßt […], wird mit Gefängnis bis zu drei Jahren bestraft.“

Ungeachtet dieser Strafandrohungen blieb die Flucht ein Problem, und im Gesetz zur Ergänzung des Strafgesetzbuches (Strafrechtsergänzungsgesetz) vom 11. Dezember 1957 bedrohte nun der § 21 die Verleitung zum Verlassen der Deutschen Demokratischen Republik mit einer Zuchthausstrafe. Schließlich schuf das Strafgesetzbuch der DDR von 1968 den Tatbestand des ungesetzlichen Grenzübertritts, der mit Freiheitsstrafe bis zu zwei Jahren, in schweren Fällen bis zu fünf Jahren, geahndet werden konnte. Dieser Straftatbestand war nicht völlig neu. Bereits in der Weimarer Republik ordnete die Reichsregierung 1919 in der Verordnung über die Zuwiderhandlung gegen die Passbestimmungen eine Strafbarkeit des ungesetzlichen Grenzübertritts an, der in Verbindung mit der Notwendigkeit für Deutsche, zwischen 1916 und 1925 bei der zuständigen Verwaltungsbehörde ein Ausreisevisum zu beantragen, die Freizügigkeit einschränkte.
Die DDR ratifizierte im Jahr 1973 (unter Vorbehalt) den Internationalen Pakt über bürgerliche und politische Rechte, der am 23. März 1976 in Kraft und die Freizügigkeit der Bürger eines Staates verbürgt, und unterzeichnete auch die Schlussakte von Helsinki, die in Form von Absichtserklärungen Freizügigkeit – unter anderem Reiseerleichterungen – anstrebt. Nichtsdestotrotz verwehrte die DDR-Staatsführung ihren Bürgern die Freizügigkeit und das Verlassen des Staatsgebiets – außer in Richtung der osteuropäischen Staaten. Bestandteil der Schlussakte von Helsinki war auch die Allgemeine Erklärung der Menschenrechte als Völkergewohnheitsrecht, insbesondere der Artikel 13 Nr. 2: „Jeder Mensch hat das Recht, jedes Land, einschließlich seines eigenen, zu verlassen sowie in sein Land zurückzukehren.“
Deutschen Staatsangehörigen und deutschen Volkszugehörigen, die ohne Genehmigung ihren Wohnsitz oder ständigen Aufenthalt in der sowjetischen Besatzungszone oder dem sowjetischen Sektor von Berlin verlassen hatten, wurde nach dem Notaufnahmegesetz vom 22. August 1950 bis zu dessen Aufhebung am 1. Juli 1990 eine besondere Erlaubnis zum Aufenthalt im Westen Deutschlands erteilt.

### Eingeschränkte Freizügigkeit in der DDR
Die Freizügigkeit war für Bürger der DDR stark eingeschränkt. Eine pass- und visafreie Ausreise war seit 1971 nur in die Tschechoslowakei und zeitweilig (bis 1980) in die Volksrepublik Polen möglich, Privat- oder Urlaubsreisen mit Visum konnten normalerweise nur in wenige Staaten unternommen werden. Nach der Verordnung über Reisen von Bürgern der Deutschen Demokratischen Republik nach dem Ausland vom 30. November 1988 waren das: Volksrepublik Bulgarien, Koreanische Demokratische Volksrepublik, Mongolische Volksrepublik, Volksrepublik Polen, Sozialistische Republik Rumänien, Tschechoslowakische Sozialistische Republik, Union der Sozialistischen Sowjetrepubliken und die Ungarische Volksrepublik.
Ausreisen ins nichtsozialistische Ausland unterlagen dagegen starken Restriktionen und waren für den Durchschnittsbürger nahezu unmöglich. Ein Ausreiseantrag für ein einmaliges Verlassen der DDR (Übersiedeln in den Westen) wurde, wenn überhaupt, oft erst nach Jahren genehmigt, hatte für den Antragsteller (und oft auch für seine Angehörigen) meist Nachteile – zum Beispiel im beruflichen Bereich – und war verbunden mit Repressionen durch das Ministerium für Staatssicherheit (MfS), beispielsweise Zwangsumsiedlung, Bespitzelung durch Abhören und Drohanrufe. Mehrfache Antragstellung brachte Zehntausende ins Gefängnis.
Privatreisen in den Westen zu Familienangehörigen ersten Grades wegen hoher runder Geburtstage, Gold- und Silberhochzeiten, Todesfällen usw. wurden seit den siebziger Jahren für Einzelpersonen, nicht für Familien, genehmigt. Durch Lockerungen der Einschränkungen stieg ihre jährliche Zahl von 40.000 auf zuletzt 1,3 Millionen an. Der Genehmigung ging eine Sicherheitsüberprüfung durch das MfS voraus. Eine Ausreisegenehmigung konnte ohne Angabe von Gründen verweigert werden. Reisen von so genannten Geheimnisträgern wurden nur in Ausnahmefällen genehmigt.
Meist problemlos wurden dagegen kurzzeitige oder dauerhafte Ausreisen von Bürgern im Rentenalter genehmigt, wobei letztere die Renten- und Krankenkassen entlasteten.
Für wenige, nach strikten Kriterien ausgewählte Jugendliche, die als politisch zuverlässig galten, gab es über das Reisebüro der FDJ „Jugendtourist“ auch Möglichkeiten für Touristen-Reisen in den Westen, die dann in Form von straff organisierten Gruppenreisen stattfanden.
Dienstreisen von Wissenschaftlern, Managern, LKW-Fahrern, Piloten, Seeleuten, Lokführern, Journalisten, Bauarbeitern, Sportlern (siehe Sportlerflucht aus der DDR), Künstlern etc. (sogenannte Reisekader) in den Westen wurden ebenfalls erst nach einer Sicherheitsüberprüfung auf politische Zuverlässigkeit durch das MfS genehmigt.
Der Mangel an legalen Möglichkeiten veranlasste viele Menschen, die im Rahmen einer erlaubten Westreise im Westen waren, ohne Genehmigung der DDR-Behörden nicht wieder in die DDR zurückzukehren. Derartige Flüchtlinge hießen in der Behördensprache „Verbleiber“.
Eine legale Ausreise ohne Genehmigung der Behörden der DDR war erst im Vorfeld der Wiedervereinigung ab Sommer 1990 möglich. Der Vertrag über die Schaffung einer Währungs-, Wirtschafts- und Sozialunion zwischen der Deutschen Demokratischen Republik und der Bundesrepublik Deutschland vom 18. Mai 1990 bestimmte in Artikel 4. Rechtsanpassung, dass die in seiner Anlage III bezeichneten Vorschriften aufzuheben sind. Dort war unter 19. Änderungen und Ergänzungen des Strafgesetzbuches festgelegt, dass das Strafgesetzbuch der Deutschen Demokratischen Republik durch Aufhebung […] der §§ 90, 99, 105, 106, 108, 213, 219, 249 geändert wird. Es gab damit ab dem 1. Juli 1990 keinen ungesetzlichen Grenzübertritt gem. § 213 StGB mehr.

### Gründe für eine Flucht
Die Gründe für das Verlassen der SBZ bzw. DDR waren vielfältig. Von den vor dem Mauerbau Geflüchteten gaben 56 % politische Gründe an, darunter mit 29 % als am häufigsten genanntem Grund ihre „Ablehnung politischer Betätigung“ oder „Ablehnung von Spitzeldiensten“ sowie „Gewissensnotstände und Einschränkung von Grundrechten“. Es folgten mit 15 % persönliche oder familiäre Gründe, mit 13 % wirtschaftliche Gründe, meistens waren dies die „Zwangskollektivierung“ und „Verstaatlichung“, 10 % gaben den Wunsch nach besseren Einkommens- oder Wohnverhältnissen an. Die Motive blieben bis in die letzten Jahre der DDR ähnlich.

### Folgen für die DDR
Die Fluchtbewegung war für die DDR aus mehreren Gründen ein schwerwiegendes Problem:
- Schäden für die Volkswirtschaft:
  - Der DDR gingen durch die Talentabwanderung gut ausgebildete Fachkräfte verloren, die dringend benötigt wurden. Es wird geschätzt, dass die DDR in den 1950er Jahren ein Drittel der Akademiker verlor.[12]
  - Überalterung, durch Abwanderung von jungen, erwerbstätigen Personen.[12]
  - Die Ausbildung der nach 1949 Ausgebildeten war von der DDR finanziert worden.
- Ideologische Schäden:
  - Die Tatsache, dass DDR-Bewohner in großer Zahl ausreisten, widersprach der angeblichen Überlegenheit des „real existierenden Sozialismus“;
  - das außenpolitische Ansehen litt;
  - DDR-Flüchtlinge berichteten in der Bundesrepublik über ihre Fluchtgründe und die Zustände in der DDR; westdeutsche Medien und die öffentlich-rechtlichen Sendeanstalten der Bundesrepublik berichteten darüber und machten damit die wirklichen Zustände in der DDR in der westlichen Welt bekannter.

## Rechtslage

### Völkerrechtliche Bewertung
Da die DDR sowohl den Internationalen Pakt über bürgerliche und politische Rechte als auch die Schlussakte von Helsinki unterschrieben hatte, die Freizügigkeit garantierten, gab es 1977 und 1984 eine Anhörung der DDR vor dem UN-Menschenrechtsausschuss zu den Verhältnissen an der Westgrenze und den dazugehörigen Ausreiseregelungen. Die DDR berief sich dabei auf den Artikel 12 Abs. 3 des Internationalen Pakts über bürgerliche und politische Rechte:

„Artikel 12 (3) Die oben erwähnten Rechte dürfen nur eingeschränkt werden, wenn dies gesetzlich vorgesehen und zum Schutz der nationalen Sicherheit, der öffentlichen Ordnung (ordre public), der Volksgesundheit, der öffentlichen Sittlichkeit oder der Rechte und Freiheiten anderer notwendig ist und die Einschränkungen mit den übrigen in diesem Pakt anerkannten Rechten vereinbar sind.“

### Rechtslage in der DDR
Der Straftatbestand, der eine Flucht aus der DDR und deren „Vorbereitung und Versuch“ kriminalisierte, wurde in der DDR und auch in Westdeutschland fast immer Republikflucht genannt. Das Verlassen der DDR ohne staatliche Genehmigung konnte vor Errichtung der Berliner Mauer gemäß § 8 des Pass-Gesetzes der DDR vom 15. September 1954 mit einer Freiheitsstrafe bis zu drei Jahren geahndet werden. Die offizielle Bezeichnung ungesetzlicher Grenzübertritt fand sich in § 213 des 1968 eingeführten Strafgesetzbuches der DDR. Danach war ein ungesetzlicher Grenzübertritt laut § 213 Absatz 1 mit Freiheitsstrafe bis zu zwei Jahren oder mit Verurteilung auf Bewährung, Haftstrafe oder mit Geldstrafe strafbewehrt. In schweren Fällen konnten die ergriffenen Flüchtlinge mit Freiheitsstrafe von einem Jahr bis zu fünf Jahren, bzw. in der Fassung von 1989 auch bis zu acht Jahren, bestraft werden. Das Gesetz vom 28. Juni 1979 fasste den § 213 neu: Der nunmehr in Absatz 3 geregelte „schwere Fall“ sah eine Höchststrafe von acht Jahren Freiheitsstrafe vor, die Mindeststrafen blieben unverändert. Gemäß Absatz 3 Nr. 3 und 4, lag ein schwerer Fall bereits dann vor, wenn die Tat z. B. „mit besonderer Intensität“, „durch Urkundenfälschung“ oder „unter Ausnutzung eines Verstecks“ erfolgte.
Nach § 213 Absatz 1 StGB-DDR vom 12. Januar 1968 war der Grundtatbestand des Ungesetzlichen Grenzübertritts durch Freiheitsstrafe bis zu zwei Jahren oder mit Verurteilung auf Bewährung, Haftstrafe oder mit Geldstrafe strafbewehrt. In der Rechtspraxis gab es auch schwere Fälle gemäß Absatz 2; die Mindeststrafe betrug dann ein Jahr und die Höchststrafe fünf Jahre Freiheitsstrafe. Durch Gesetz vom 28. Juni 1979 wurde der § 213 neugefasst; der nunmehr in Absatz 3 geregelte schwere Fall sah ab diesem Zeitpunkt eine Höchststrafe von acht Jahren Freiheitsstrafe vor. Das Strafmaß war wichtig, da laut § 27 Grenz-Gesetz der Einsatz der Schusswaffe nur zur Verhinderung eines Verbrechens, nicht jedoch eines Vergehens zulässig war. Verbrechen war laut § 1 Abs. 3 StGB-DDR aber nur eine Tat, die mit einer Mindeststrafe von zwei Jahren belegt war oder für die im Einzelfall eine Strafe von mindestens zwei Jahren verhängt würde. In der Praxis sah die Rechtsprechung der DDR nach dem 28. Juni 1979 den ungesetzlichen Grenzübertritt mit unmittelbarem DDR-Grenzkontakt meistens als einen schweren Fall an und verhängte Freiheitsstrafen von mehr als zwei Jahren, da wegen der Sicherung der Grenze ein Grenzübertritt ohne Hilfsmittel, Täuschung oder Verstecke kaum je möglich war.
Strafrechtlich der Flucht gleichgestellt war die Nichtrückkehr in die DDR (insbesondere nach einer genehmigten Westreise) ohne behördliche Genehmigung.
Der Straftatbestand ist im Zusammenhang damit zu sehen, dass die DDR 1952 die innerdeutsche Grenze zwischen der DDR und der Bundesrepublik Deutschland absperrte und 1961 durch den Bau der Berliner Mauer auch West-Berlin abriegelte. Ziel der Regierung war die Behinderung der Arbeitsmigration qualifizierter Fachkräfte nach Westdeutschland. Die DDR erklärte das Ziel, den Staat in Richtung Westen ohne Erlaubnis zu verlassen, für illegal. In den Fällen, in denen die DDR wirtschaftliche, wissenschaftliche, kulturelle, politische oder geheimdienstliche Zwecke verfolgte oder wo eine Nichtrückkehr hingenommen werden konnte, wurde der Grenzübertritt genehmigt.
Eine umfassende Grenzsicherung durch die Grenztruppen der DDR verwehrte seither den Bürgern der DDR die Reise oder Übersiedlung in den westlichen Teil Deutschlands. Die DDR gewährte wie andere Staaten unter der Aufsicht der UdSSR keine allgemeine Freizügigkeit. Die DDR traf besonders repressive Maßnahmen gegenüber ihren eigenen Bürgern, da sie infolge der massiven Wanderungsbewegung in den Westen wirtschaftlich noch weiter auszubluten drohte.
Offiziell wurde die Grenzsicherung jedoch als Schutzmaßnahme gegenüber dem Westen dargestellt; so wurde etwa die Berliner Mauer als „antifaschistischer Schutzwall“ bezeichnet, obwohl die Sperranlagen eindeutig das Verlassen der DDR verhindern sollten. Der Straftatbestand in § 213 war so formuliert, dass er das „Passieren der Staatsgrenze“ (Fassung von 1979) unabhängig von der Passierrichtung unter Strafe stellte.
Den von der SED-Propaganda zum „bedingungslosen Hass auf den Feind“ erzogenen Grenzsoldaten oblag es nach eigenem Ermessen, auf Flüchtlinge Einzel- oder Dauerfeuer zu eröffnen. Den Todesschützen stand eine Schussprämie zu, von Soldaten „Kopfprämie“ genannt, sowie Belohnungen und Auszeichnungen (zum vorletzten Mal 1989 für Chris Gueffroy), aber kein gerichtliches Verfahren. Zwar war das Schießen auf Kinder untersagt; jedoch wiesen Vorgesetzte darauf hin, dass z. B. bei Dunkelheit diese von Erwachsenen nicht zu unterscheiden seien. So kam es zum Beispiel zu Todesschüssen auf Jörg Hartmann und Lothar Schleusener, die das Ministerium für Staatssicherheit (MfS) wie auch andere Tötungen an der Grenze möglichst zu vertuschen hatte.
Innerhalb der Befehlsstruktur des DDR-Verteidigungsministeriums hatten die nachgeordneten Dienststellen zur Grenzsicherung die jährlichen Minister-Befehle der so genannten 101er Reihe umzusetzen. 1962 tauchte im 101er-Befehl bezüglich des Schießtrainings der Grenztruppen zum ersten Mal die Formel „Vernichtung des Gegners“ auf. Diese Formulierung wurde später in die täglich beim Wachaufzug auszugebende „Vergatterungsformel“ der Grenztruppen der NVA übernommen. Hieß es im „Vergatterungstext“ von 1964 noch, dass „Grenzdurchbrüche nicht zuzulassen und Grenzverletzer vorläufig festzunehmen oder unschädlich zu machen“ sind, wurde die „Vergatterungsformel“ 1967 um die Auflage verschärft, „Grenzdurchbrüche nicht zuzulassen, Grenzverletzer vorläufig festzunehmen oder zu vernichten.“ Dieser Vergatterungstext wurde erst 1984/85 getilgt, nachdem mehrere DDR-Grenzoffiziere, die sich in den Westen abgesetzt hatten, medienwirksam von dieser Vernichtungsformel berichtet hatten. Weil die Berliner Mauergrenze nicht vermint war, wurde das Wachpersonal des Kommandos Mitte von Anfang an dazu angehalten, Grenzverletzer bereits „mit dem ersten Schuss“ niederzustrecken bzw. zu vernichten.
Unter den insgesamt 235.000 Menschen, denen die Flucht zwischen August 1961 und Ende 1988 gelang, befanden sich 40.000 „Sperrbrecher“, denen eine lebensgefährliche Flucht in die Bundesrepublik Deutschland gelang; darunter waren 5.000 Personen, die die Berliner Mauer überwanden, was ab 1964, durch verstärkte Absperr- und Kontrollsysteme, zusehends schwieriger wurde. Zwischen 1980 und 1988 wurden insgesamt nur noch 2700 „Sperrbrecher“ gezählt. Die Zahl der eingeleiteten Straf- und Ermittlungsverfahren betrug zwischen 1958 und 1960 21.300 und stieg in den Jahren 1961 bis 1965 auf 45.400. Die Gerichte der DDR verurteilten von 1979 bis 1988 etwa 18.000 Menschen auf der Grundlage von § 213 zu Freiheitsstrafen.

## Maßnahmen der DDR

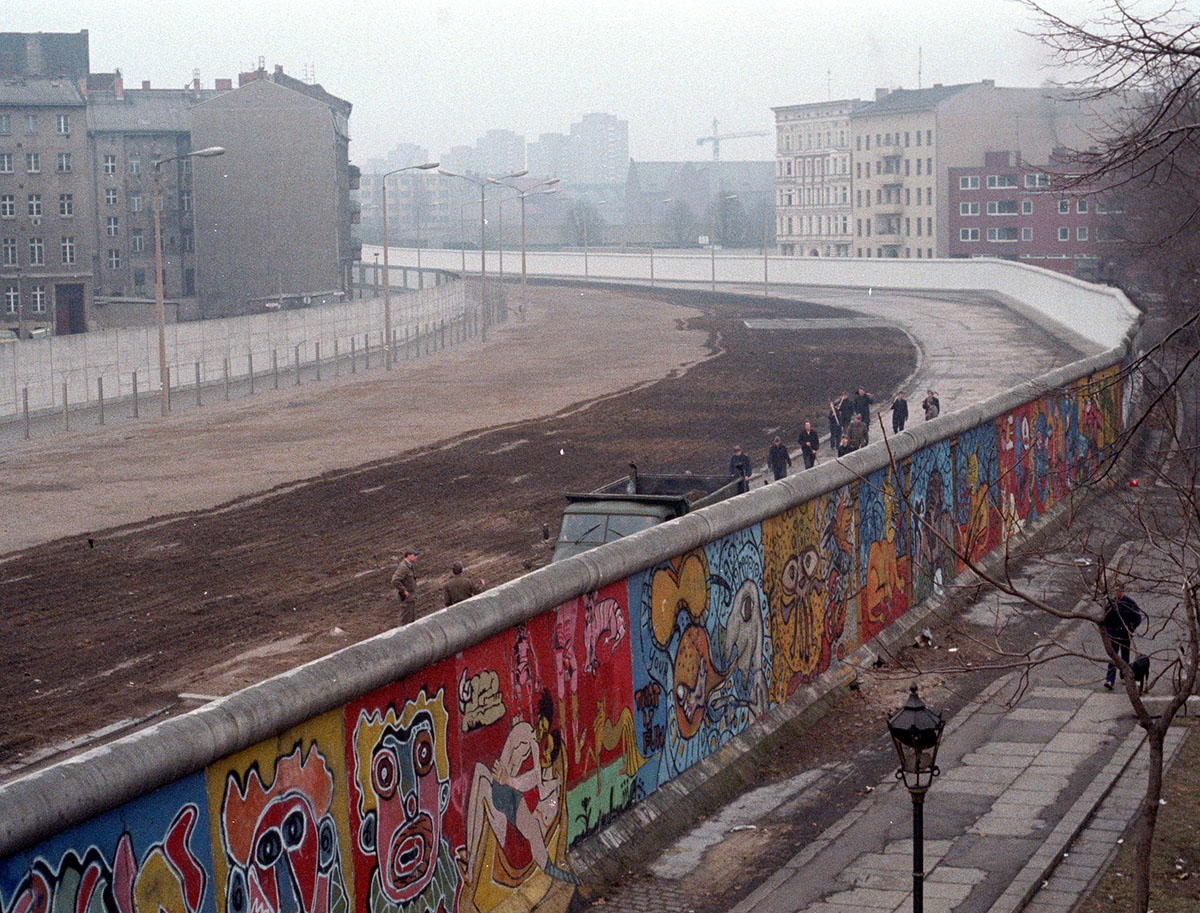
Berliner Mauer, 1986

Die Regierung der DDR versuchte, die Zahl der Flüchtlinge einerseits durch sozialpolitische Maßnahmen niedrig zu halten, andererseits aber auch durch massive Abriegelung der Grenzen mit Sperranlagen. Seit der Verordnung über Maßnahmen an der Demarkationslinie zwischen der Deutschen Demokratischen Republik und den westlichen Besatzungszonen vom 26. Mai 1952 wurde die innerdeutsche Grenze massiv abgeriegelt, ab dem 13. August 1961 wurde die Berliner Mauer errichtet.
Aufgabe der Grenztruppen der DDR war es, eine Flucht über die innerdeutsche Grenze oder die Berliner Mauer auf jeden Fall zu verhindern. Zur Verhinderung von Grenzdurchbrüchen machten ihre Posten gegebenenfalls von der Schusswaffe Gebrauch (Schießbefehl); entlang der innerdeutschen Grenze waren Minen und Selbstschussanlagen installiert. Das hatte zur Folge, dass viele Menschen beim Versuch, die Sperranlagen zu überwinden, um die DDR zu verlassen, getötet wurden. Nach Angaben der Berliner „Arbeitsgemeinschaft 13. August“ starben zwischen 1945 und 1989 insgesamt 1135 Menschen bei Zwischenfällen an der innerdeutschen Grenze oder bei Fluchtversuchen über das sozialistische Ausland. Darunter hätten sich 200 DDR-Grenzer befunden, die durch Suizid oder Unfälle mit Schusswaffen ums Leben kamen. Es ereigneten sich bei Grenzdurchbrüchen mindestens 25 Todesfälle unter DDR-Grenzern, darunter 13 von bewaffneten Deserteuren.
Das letzte Opfer des Schießbefehls war Chris Gueffroy, der am 5. Februar 1989 an der Berliner Mauer starb. Danach kam am 8. März 1989 Winfried Freudenberg bei einem missglückten Fluchtversuch mit einem Leuchtgasballon ums Leben.
Die Vorbereitung und der Versuch einer Flucht, wie auch deren Nichtanzeige, wurden bestraft. Nach Schätzungen wurden rund 75.000 Menschen wegen Fluchtversuchen verurteilt, in der Regel mit Gefängnisstrafen zwischen einem und drei Jahren und anschließender besonderer Überwachung durch das MfS. Wer bewaffnet war, Grenzanlagen beschädigte, als Armeeangehöriger oder als Geheimnisträger bei einem Fluchtversuch gefasst wurde, dem drohten bis zu acht Jahre Gefängnis. Der Vollzug von Untersuchungs- und Strafhaft in der DDR war härter als in der Bundesrepublik Deutschland – zumal bei „politischen“ Delikten wie dem des „versuchten ungesetzlichen Grenzübertritts“. In den 1980er Jahren wurden jährlich 1500 bis 2000 Menschen aus diesem Grund inhaftiert.
Seit Ende 1962 durften viele der Inhaftierten nach Freikauf durch die Bundesrepublik ausreisen.

## Wege der Flucht

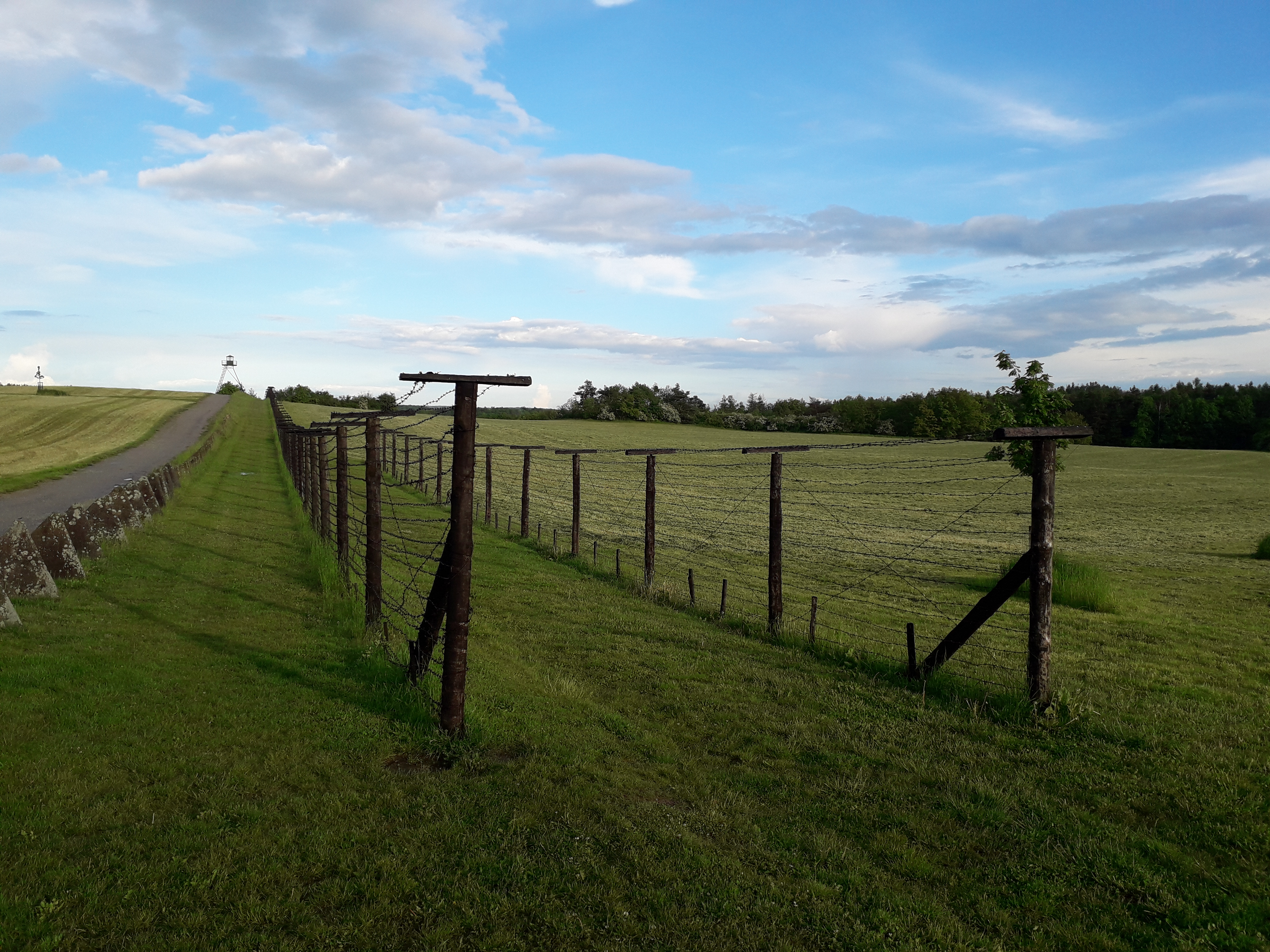
Überreste der „blutigsten Grenze Europas“ in der Zeit des Kalten Kriegs (zwischen der ČSSR und Österreich)

Das Ziel der Flucht war in fast allen Fällen Westdeutschland. Da 1952 nach der Abriegelung der innerdeutschen Grenze und der Außengrenze der DDR zu West-Berlin die Sektorengrenze zwischen Ost- und West-Berlin offen geblieben war, nutzten über 60 % der Flüchtlinge diesen Weg, zumal bei und nach der Gründung des Warschauer Paktes auch die Westgrenzen der Bündnispartner der DDR ähnlich gesichert waren wie die innerdeutsche Grenze.
Die über die Berliner Sektorengrenze Geflohenen beantragten im Notaufnahmelager Marienfelde ihr Notaufnahmeverfahren und wurden anschließend auf dem Luftweg nach Westdeutschland transportiert, wo sie zunächst in Flüchtlingslagern untergebracht wurden. Die Errichtung der Berliner Mauer im August 1961 führte zu einem jähen Ende dieser Massenflucht. Daraufhin versuchten viele über dritte Staaten (Staaten des Warschauer Paktes), aus denen die Weiterreise oder eine Flucht in die Bundesrepublik (vermeintlich leichter) möglich war, zu flüchten. Spektakulär waren Fluchten durch Fluchttunnel in Berlin, von denen es mindestens 39 Versuche gab, wie durch die Tunnel 29 und 57. Auch auf dem Luftwege mit selbstgebastelten Heißluftballons (siehe auch Ballonflucht), Sport- und Agrarflugzeugen von GST und Interflug, Leichtflugzeugen, Segelflugzeugen, Tauchbooten, Speziallastwagen, in präparierten Kuhhäuten, mithilfe einer über Nacht gebauten Seilrutsche vom Haus der Ministerien und über die Ostsee gelangten Flüchtige in den Westen. Diese oft riskanten Fluchtwege machten jährlich aber nur wenige hundert Fälle aus. Selten kamen ebenfalls Fluchten mit dem Zug vor, wie bei Durchbruch Lok 234 oder (an der tschechischen Grenze) in Freiheitszug rezipiert. Einmal Ku’damm und zurück spielte wiederum an der Berliner Mauer.

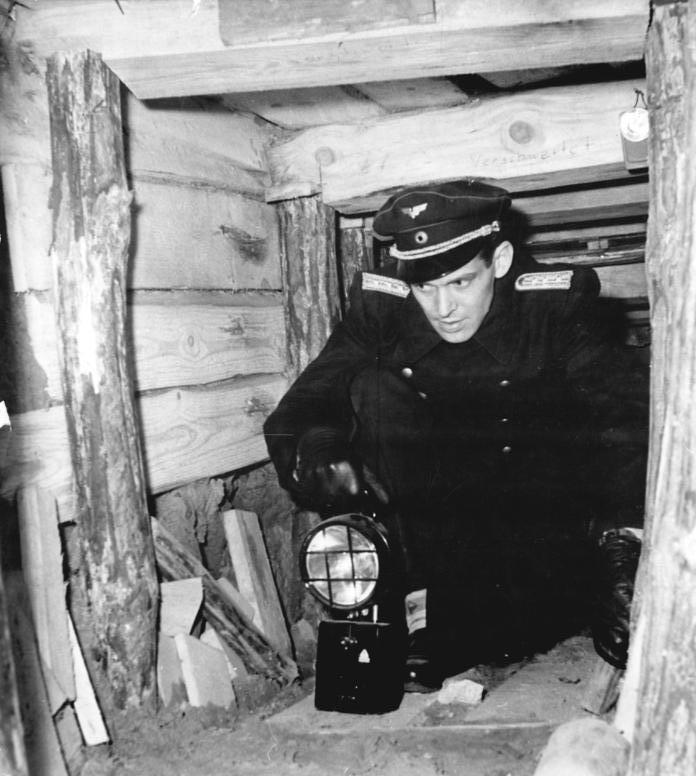
Der entdeckte Fluchttunnel Wollankstraße zwischen Berlin-Ost und -West, 1962
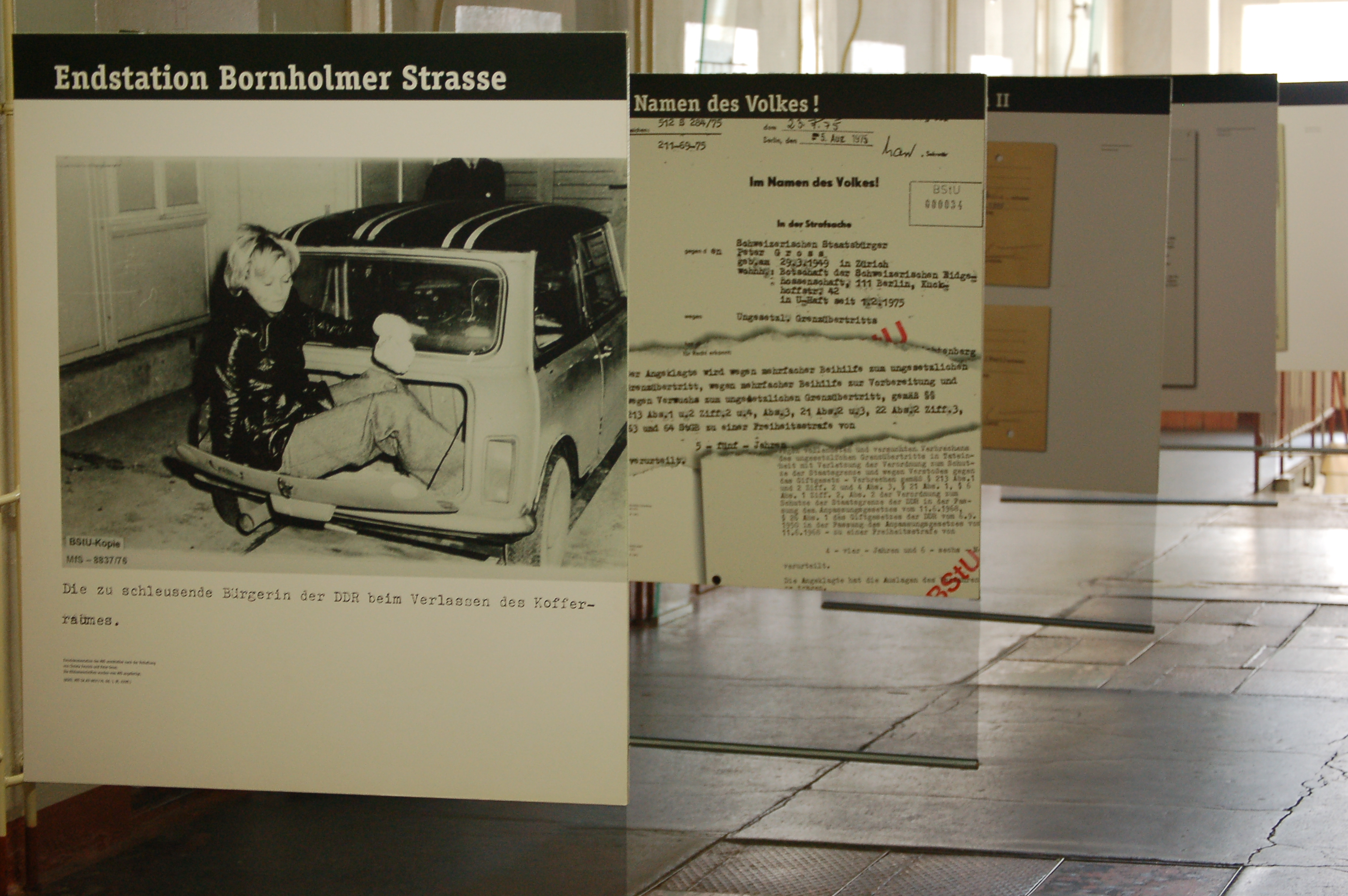
Der Fall Peter und Christa Gross-Feurich (1975) in einer Ausstellung der Gedenkstätte Bautzen
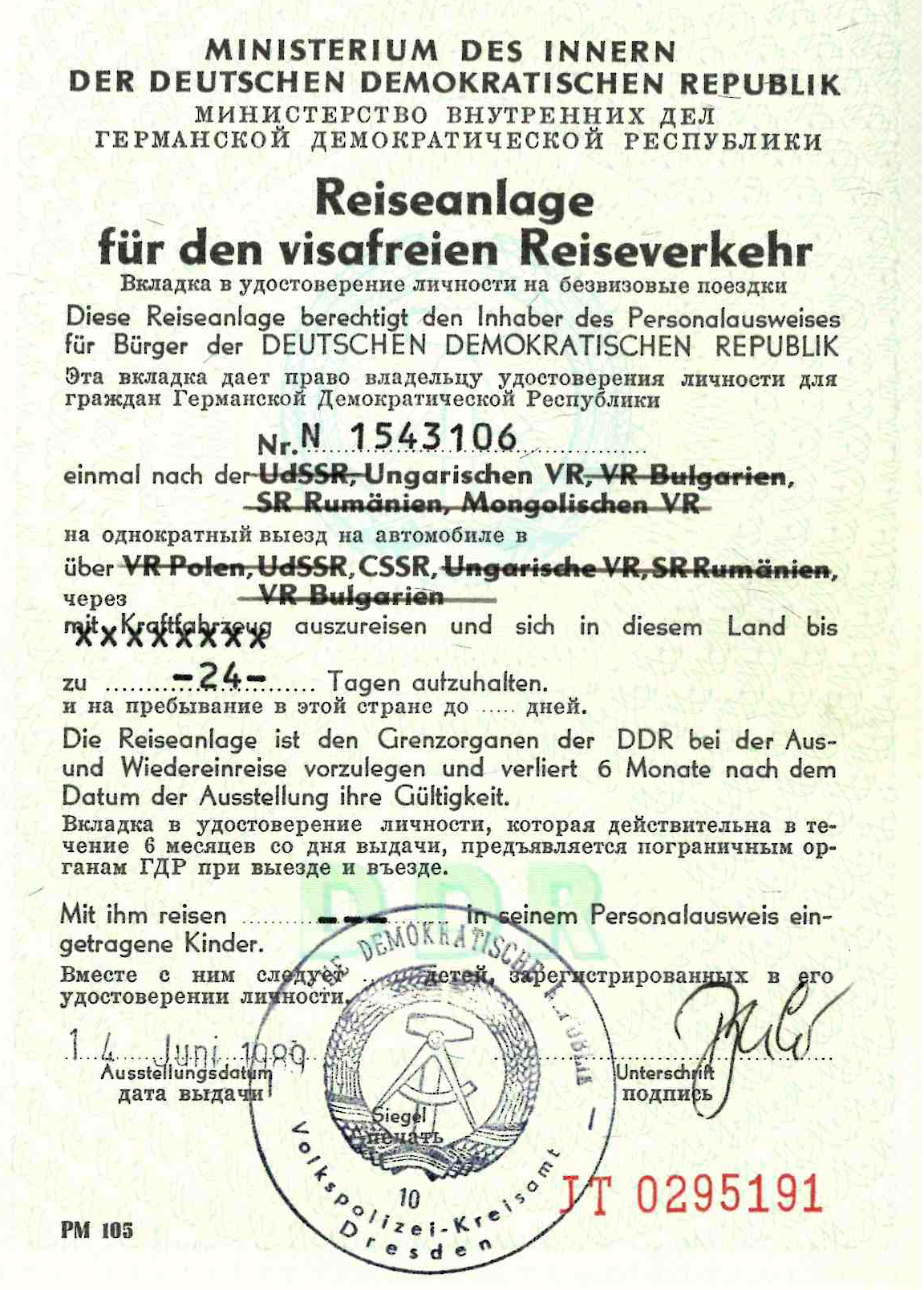
Sogenanntes „Ungarnvisum“, mit dem im Sommer 1989 viele DDR-Bürger nach Ungarn reisten, um später über Österreich in die Bundesrepublik Deutschland auszureisen

Der dänische Historiker Jesper Clemmensen hat ermittelt, dass vom 13. August 1961 bis zum 9. November 1989 etwa 6000 Menschen die Flucht über die Ostsee nach Dänemark versuchten. Geglückt sei es aber nur etwa 1000 von ihnen, während fast 200 Menschen beim Fluchtversuch ertranken. Im Jahre 1968 gelang die Flucht mithilfe des Kreuzfahrtschiffes Völkerfreundschaft vor Kiel. Laut den Buchautoren Christine und Bodo Müller waren es rund 5600 DDR-Bürgerinnen und -Bürger, die versuchten, schwimmend, per Schlauchboot, Kajak oder Luftmatratze, auf dem Surfbrett oder im selbst gebautem U-Boot, über die Ostsee in die Freiheit zu gelangen. 
 Laut ihren Recherchen wurden etwa 80 Prozent der über die Ostsee Geflüchteten festgenommen, mindestens 189 Menschen starben – mehr als an der Berliner Mauer. Die Dunkelziffer ist weit höher, viele der Ertrunkenen konnten nie geborgen werden.
Weitere Fluchtwege führten via Bulgarien nach Griechenland oder Jugoslawien. Auch die Türkei galt als Fluchtziel. Die DDR-Botschaft in Sofia belohnte die Verhinderung solcher Grenzübertritte durch bulgarische Grenzwächter materiell. Ehemalige bulgarische Grenzoffiziere gaben in der bulgarischen Zeitschrift „Anti“ Anfang 1993 an, dass die Botschaft bulgarischen Grenzern für jeden getöteten DDR-Flüchtling ein Kopfgeld in Höhe von 2000 Lewa (umgerechnet zirka 1000 D-Mark) gezahlt habe, zudem seien mehrere Tage Sonderurlaub gewährt worden. Es kam an den Grenzen zu Erschießungen von „mehreren Dutzend“ DDR-Flüchtlingen, auch von bereits Gestellten mehrere Kilometer vor der Staatsgrenze. Zuletzt starb dort im Juli 1989 Michael Weber. Bis 1975 wurden sie vor Ort verscharrt. Auch in Ungarn und Rumänien halfen Mitarbeiter des Ministeriums für Staatssicherheit der DDR einheimischen Sicherheitskräften dabei, „illegale Grenzübertritte“ von DDR-Bürgern nach Jugoslawien zu verhindern.
Viele Fluchtwillige in der DDR machten sich in der Zeit des Kalten Kriegs Illusionen über die Grenzen Ungarns, Rumäniens und Bulgariens zu Jugoslawien. Obwohl Jugoslawien während des Kalten Kriegs ein kommunistisch regiertes Land war, war das Grenzregime der drei Warschauer-Pakt-Staaten an ihren Grenzen zu Jugoslawien genau so rigoros wie das zum „kapitalistischen Ausland“. (Zur Reise von DDR-Flüchtlingen über Jugoslawien in die Bundesrepublik Deutschland siehe auch: Eiserner Vorhang#Reisefreiheit.)
Zunehmend gelang es aber einer immer größer werdenden Zahl politisch und ökonomisch frustrierter DDR-Bürger, sich über Drittstaaten in die Bundesrepublik abzusetzen. Insbesondere kamen im August 1989 in Zusammenhang mit dem Paneuropa-Picknick bei Sopron (Ödenburg) rund 700 Ostdeutsche über die Grenze von Ungarn nach Österreich. In der Nacht auf den 11. September 1989 öffnete Ungarn seine Grenze für Bürger der Deutschen Demokratischen Republik. Gerade diese Fluchtbewegung zahlreicher DDR-Bürger über die nunmehr offene ungarische Grenze und über die Botschaften der Bundesrepublik Deutschland in der Tschechoslowakei und Polen trug dann zur sogenannten „Wende“ mit bei, die zur deutschen Wiedervereinigung führte.

## Umfang
Laut dem damaligen Berliner Bürgermeister Willy Brandt kamen allein im August 1958 16.000 Flüchtlinge aus der Sowjetzone nach West-Berlin, 2.000 mehr als im Vorjahresmonat. Die Flüchtlingszahlen erreichten 1959 ein Tief und stiegen im Folgejahr auf 200.000 an, davon über 90 % nach West-Berlin. Eine Flucht aus der DDR war bis zum Mauerbau 1961 über Berlin möglich, weil der Personenverkehr zwischen Ost- und West-Berlin „weitgehend unkontrolliert“ ablief. In den Jahren 1960 und bis zum Mauerbau 1961 flüchteten täglich 400 bzw. 550 Menschen nach West-Berlin. Das waren rund 80 Prozent der DDR-Flüchtlinge. Die Flucht führte in kein fremdes Land, sondern in den Westen des geteilten Deutschlands. Sowohl die Bewohner der DDR als auch die der Bundesrepublik hatten die deutsche Staatsangehörigkeit. Nach einigen Jahren der Unwilligkeit zeigte sich die Bundesrepublik als ein aufnahmefähiges und -williges Land, in dem dieselbe Sprache gesprochen wurde und den Übersiedlern gesetzlich verankerte Hilfen zustanden. Dabei blieb es auch, als die DDR 1967 eine eigene Staatsbürgerschaft der DDR für ihre Bürger einführte. Republikflucht stand ab Mitte der 1970er Jahre im Mittelpunkt der Arbeit des MfS. Die Stasi hatte im Frühjahr 1975 auf Anweisung Erich Mielkes eine „Zentrale Koordinierungsgruppe Bekämpfung von Flucht und Übersiedlung“ (ZKG) geschaffen, der 1989 446 Mitarbeiter (zzgl. der IM und OibE) angehörten. Die ZKG führte eine detaillierte Statistik über gelungene und versuchte Fluchten.
| Jahr         | gelungene Fluchtversuche | gelungene Fluchtversuche | gelungene Fluchtversuche | verhinderte Fluchtversuche | verhinderte Fluchtversuche | Fluchtfälle insgesamt Spalte 2 + 5 |
| Jahr         | gesamt                   | Ausschleusungen          | Verbleiber *             | gesamt                     | Ausschleusungen            | Fluchtfälle insgesamt Spalte 2 + 5 |
| ------------ | ------------------------ | ------------------------ | ------------------------ | -------------------------- | -------------------------- | ---------------------------------- |
| 1976         | 951                      | 287                      | 286                      | 3.620                      | 191                        | 4.571                              |
| 1977         | 927                      | 215                      | 246                      | 3.601                      | 233                        | 4.528                              |
| 1978         | 778                      | 118                      | 254                      | 2.886                      | 254                        | 3.664                              |
| 1979         | 832                      | 86                       | 340                      | 2.856                      | 259                        | 3.688                              |
| 1980         | 872                      | 72                       | 412                      | 3.321                      | 315                        | 4.193                              |
| 1981         | 663                      | 129                      | 309                      | 2.912                      | 211                        | 3.575                              |
| 1982         | 647                      | 89                       | 326                      | 3.077                      | 131                        | 3.724                              |
| 1983         | 697                      | 85                       | 382                      | 2.910                      |                            | 3.607                              |
| 1984         | 627                      | 39                       | 291                      | 1.968                      | 59                         | 2.595                              |
| 1985         | 627                      | 29                       | 314                      | 1.509                      | 61                         | 2.136                              |
| 1986         | 1.539                    | 32                       | 1.299                    | 2.173                      | 34                         | 3.712                              |
| 1987         | 3.565                    | 47                       | 3.235                    | 3.006                      | 35                         | 6.571                              |
| 1988         | 6.543                    | 68                       | 5.898                    | 4.224                      | 81                         | 10.767                             |
| 1989 (8.10.) | 53.576                   |                          | 8.746                    |                            |                            |                                    |

Die Zahlen der Flüchtlinge vom Mauerbau bis einschließlich 1988 nach Angaben des Ministeriums für gesamtdeutsche Fragen:
| Jahr               | Flücht- linge 1 | davon Sperr- brecher 2 |
| ------------------ | --------------- | ---------------------- |
| 13.8. – 31.12.1961 | 51.624          | 8.507                  |
| 1962               | 16.741          | 5.761                  |
| 1963               | 12.967          | 3.692                  |
| 1964               | 11.864          | 3.155                  |
| 1965               | 11.886          | 2.329                  |
| 1966               | 8.456           | 1.736                  |
| 1967               | 6.385           | 1.203                  |
| 1968               | 4.902           | 1.135                  |
| 1969               | 5.273           | 1.193                  |
| 1970               | 5.047           | 901                    |
| 1971               | 5.843           | 832                    |
| 1972               | 5.537           | 1.245                  |
| 1973               | 6.522           | 1.842                  |
| 1974               | 5.324           | 969                    |
| 1975               | 6.011           | 673                    |
| 1976               | 5.110           | 610                    |
| 1977               | 4.037           | 721                    |
| 1978               | 3.846           | 461                    |
| 1979               | 3.512           | 463                    |
| 1980               | 3.107           | 424                    |
| 1981               | 2.900           | 298                    |
| 1982               | 2.565           | 283                    |
| 1983               | 2.487           | 228                    |
| 1984               | 3.651           | 192                    |
| 1985               | 3.484           | 160                    |
| 1986               | 4.660           | 210                    |
| 1987               | 6.252           | 288                    |
| 1988               | 9.705           | 590                    |
| 13.8.1961–1988     | 219.698         | 40.101                 |

## November 1989 und Wiedervereinigung
Während einer internationalen Pressekonferenz mit Günter Schabowski am 9. November 1989 gab dieser neue Reiseregelungen für DDR-Bürger nach dem Westen bekannt. Unmittelbar darauf wurde die Berliner Mauer geöffnet und mit ihr die Grenzen der DDR; allen Bürgern wurde die freie Ausreise gestattet. Weiterhin verließen Menschen die DDR bzw. später die neuen Bundesländer in Richtung Westen. 1990 war diese Bevölkerungsbewegung ein Hauptargument für eine schnelle Wiedervereinigung, da eine Entvölkerung dieser Gebiete von niemandem erwünscht wurde.
Einige westdeutsche Politiker wiederum erwogen damals, den Ostdeutschen die Übersiedlung zu erschweren. So forderte Oskar Lafontaine, damals saarländischer Ministerpräsident und Mitglied der SPD, Ende November 1989, ihnen die nach dem Grundgesetz zustehende Staatsbürgerschaft nicht mehr zu geben. Dies war allerdings auch in der SPD nicht mehrheitsfähig.

## Rechtliche Bewertung nach 1990
Im sogenannten ersten Mauerschützen-Urteil hat der BGH in der Staatspraxis der DDR bestehende Rechtfertigungsgründe für den Schusswaffengebrauch an der Berliner Mauer und der innerdeutschen Grenze als unvereinbar mit dem Internationalen Pakt über bürgerliche und politische Rechte (IPbpR) verworfen.
Darüber hinaus stellte der Europäische Gerichtshof für Menschenrechte mit Urteil vom 22. März 2001 fest:

„[…] die Anwendung des Schießbefehls an der innerdeutschen Grenze stellt daher einen Verstoß gegen den völkerrechtlichen Schutz des Lebens dar […], das zur Tatzeit von der DDR international anerkannt war“

Das Grenzregime und der Schießbefehl könnten ebenfalls eine Verletzung des Rechts auf Freizügigkeit darstellen. Der von der DDR ratifizierte IPbpR garantiert in Art. 12 Abs. 2 das Recht auf Freizügigkeit, wie auch Art. 2 Abs. 2 des 4. ZP-EMRK. Der Gerichtshof war auch hier der Ansicht, dass die Ausnahmeklauseln, auf die sich die Beschwerdeführer beriefen, nicht einschlägig waren. Er argumentierte, dass das Hindern fast der gesamten Bevölkerung am Verlassen ihres Staates keineswegs notwendig war, um die Sicherheit des Staates oder andere Interessen zu schützen:

„‚Schließlich war die Art und Weise, in der die DDR das Ausreiseverbot gegenüber ihren Staatsangehörigen durchsetzte und Verletzungen dieses Verbots bestrafte, unvereinbar mit einem anderen im Pakt garantierten Recht, nämlich dem in Art. 6 garantierten Recht auf Leben, sofern in dieses eingegriffen wurde.‘
So stellte der Gerichtshof fest, daß das Grenzsystem, insbesondere der Schießbefehl, ebenfalls einen Verstoß gegen das im Pakt verankerte Menschenrecht auf Freizügigkeit darstellte.“

## Verweise

### Filmische Darstellungen und Filmdokumentationen
- SAS 181 antwortet nicht, Spielfilm DEFA 1959.
- Flucht, Kurzfilm 1961.
- Die Glatzkopfbande, Spielfilm DEFA 1963.
- Tunnel 28, Spielfilm 1962. Deutscher Kinostart am 22. Oktober 1962.
- Verspätung in Marienborn, Fernsehfilm 1963.
- Durchbruch Lok 234, Spielfilm 1963. Deutscher Kinostart am 24. Oktober 1963.
- Preis der Freiheit, Fernsehspiel 1966.
- Mit dem Wind nach Westen, Spielfilm 1982. Deutscher Kinostart am 12. Februar
- Der Tunnel (1999), Dokumentarfilm 1999. Erstausstrahlung am 6. November 1999 im SWR.
- Der Tunnel, Filmdrama 2001. Erstausstrahlung am 21/22. Januar 2001 auf SAT1.
- Es geschah im August – Der Bau der Berliner Mauer, Dokumentarfilm 2001. Erstausstrahlung am 13. August 2001 in der ARD.
- Der Stich des Skorpion, Fernsehfilm 2004.
- Flucht in die Freiheit – Mit dem Mut der Verzweiflung, Dokumentation 2009. Erstausstrahlung am 22. September 2009 im ZDF.
- Flucht in die Freiheit – Mit allen Mitteln, Dokumentation 2009. Erstausstrahlung am 29. September 2009 im ZDF.
- Böseckendorf – Die Nacht, in der ein Dorf verschwand, Fernsehfilm 2009. Erstausstrahlung am 22. September 2009 auf SAT1.
- Westflug – Entführung aus Liebe, Fernsehfilm 2010. Erstausstrahlung am 26. September 2010 auf RTL.
- Freiheit um jeden Preis. Die spektakulärsten Fluchtversuche aus der DDR, Dokumentation von Galileo Spezial, Erstausstrahlung im Jahr 2010 auf Pro7.
- Ballon, Spielfilm. Deutscher Kinostart am 27. September 2018.
- Jenseits der blauen Grenze, Spielfilm. Uraufführung Januar 2024 im Rahmen des Filmfestival Max Ophüls Preis.